# Inga olivacea
Inga olivacea là một loài thực vật có hoa trong họ Đậu. Loài này được Sprague miêu tả khoa học đầu tiên.